# Татјана Азарова
Татјана Николајевна Азарова (рус. Татьяна Николаевна Азарова; Екибастуз, Павлодарска област, 2. децембар 1985) казахстанска атлетичарка, специјалиста за трчање на 400 метара са препонама, мајстор спорта Казахстана међународне класе (2007), учесница Олимпијских игара 2008. и 2012.

## Спортска биографија
Први међународни деби имала је у 15 години на 2. Светском фестивалу младих у аллетици 2001. у Дебрецину, који је прошао незапажено. Прву медаљу освојила је на Азијском првенству за јуниоре 2004. Трчала је 400 м са препонама и освојила бронзу (58,59). Месец дана касније на Светском јуниорском првенству у Гросету са 58,41 била је шеста.
У свом првом међународном такмичењу у сениорској конкуренцији Азијском првенство 2005. у Инчону, била је седма. У 2006. години, на Азијским играма у Дохи је шеста, а са штафетом 4 х 100 м сребрна. 
На Летњој Универзијади 2007. у Бангкоку осваја злато са 55,52 с. У 2007. стигла је до полуфинала на Светском првенству у Осаки. На Олимпијским играма у Пекингу 2008., на Светском првенству 2009. у Берлину и на Олимпијским играма у Лондону 2012. није прошла даље од квалификација.
Удата је и има сина.
У 2008. је успешно дипломирала на Техничком универзитету у Екибастузу као инжењер за турбине.